# Gábor Somorjai
Gábor A. Somorjai (Budapeste, 4 de maio de 1935 – 7 de julho de 2025) foi um químico húngaro.

## Carreira
Foi professor na Universidade da Califórnia em Berkeley e pesquisador de destaque no campo da química de superfícies. Samorjai foi laureado com o Prêmio Wolf de Química em 1998, Medalha Nacional de Ciências em 2002 e Medalha Priestley em 2008.

## Pesquisa química
A introdução de novas tecnologias, como a difração de elétrons de baixa energia, revolucionou o estudo de superfícies nas décadas de 1950 e 1960. No entanto, os primeiros estudos foram limitados a superfícies como o silício, importante por suas propriedades elétricas. Em contraste, Somorjai estava interessado em superfícies como a platina, conhecida por suas propriedades químicas.
Somorjai descobriu que os defeitos nas superfícies são onde ocorrem as reações catalíticas. Quando esses defeitos se rompem, novas ligações são formadas entre os átomos, levando a compostos orgânicos complexos, como a nafta, a serem convertidos em gasolina, por exemplo. Essas descobertas levaram a uma maior compreensão de assuntos como adesão, lubrificação, fricção e adsorção. Sua pesquisa também tem implicações importantes, como a nanotecnologia.
Na década de 1990, Somorjai começou a trabalhar com o físico Y. R. Shen no desenvolvimento de uma técnica conhecida como Espectroscopia de Geração de Frequência de Soma para estudar reações de superfície sem a necessidade de uma câmara de vácuo. Ele também está estudando reações de superfície em nanotecnologia em nível atômico e molecular usando microscopia de força atômica e microscopia de tunelamento de varredura, ambas as quais podem ser usadas sem vácuo.
A experiência de Somorjai em superfícies foi usada como consultor para os Jogos Olímpicos de Inverno de 2002, onde ele deu conselhos sobre como fazer superfícies de patinação no gelo o mais rápido possível. A pesquisa de Somorjai lançou uma nova luz sobre o gelo, demonstrando que os patinadores patinavam em uma camada superior de moléculas que vibravam rapidamente, em vez de em uma camada de água líquida em cima do gelo agindo como um lubrificante, que anteriormente era a explicação geralmente aceita para o escorregadio do gelo.
Durante sua carreira, Somorjai publicou mais de mil artigos e três livros didáticos sobre química de superfície e catálise heterogênea. Ele foi a pessoa mais citada nos campos da química de superfície e catálise.

## Prêmio Somorjai
O Prêmio Gabor A. Somorjai, consistindo em US$ 5 000,00 e um certificado, é dado anualmente em reconhecimento de pesquisas destacadas no campo da catálise.